# 環境新聞
環境新聞（かんきょうしんぶん）とは、東京都新宿区四谷に本社のある環境新聞社が発行している、環境・公害関係に特化した専門紙である。

## 概要
1965年11月に環衛公害新聞として創刊された。その後、1971年に環境公害新聞に改称され、1993年から環境新聞となっている。毎週水曜日発行。
環境新聞社は、環境新聞を「わが国唯一の環境保全と公害対策の専門紙」であると公言しており（実際には他にも環境問題を扱う専門紙は存在するため「唯一」ではない）、環境問題に関する幅広い内容が紙面でとりあげられている。

## 環境新聞社
1965年6月に株式会社互恵通信社が設立し、その後株式会社環境公害新聞社、株式会社環境新聞社と名称を変え現在に至る。
『環境新聞』のほかには、下水道の技術や研究を伝える『月刊下水道』や、福祉・医療の分野のものを取り扱う『シルバー新報』、ケアマネジャー情報の『月刊ケアマネジメント』という雑誌を発行している。